# Dasychira topica
Dasychira topica är en fjärilsart som beskrevs av Collenette 1960. Dasychira topica ingår i släktet Dasychira och familjen tofsspinnare. Inga underarter finns listade i Catalogue of Life.